# Zauchenbach (Isel)
Der Zauchenbach ist ein Bach in den Gemeinden Thurn und Lienz (Bezirk Lienz). Der Zauchenbach entspringt an Abhängen südöstlich der Schleinitz und mündet bei Patriasdorf in die Isel.

## Verlauf
Der Zauchenbach entspringt in mehreren Quellbächen im Gemeindegebiet von Thurn an den Süd- und Ostabhängen zwischen der Schleinitz (2904 m ü. A.) im Nordwesten, dem Goisele (2433 m ü. A.) im Nordosten und der Rottenmannalm im Osten. Der nördlichste und höchstgelegene Quellarm entspringt dabei im Bereich der Neuen Thurner Alm, weitere Quellbäche finden sich insbesondere im Gebiet der Eggeralm. Der Zauchenbach fließt nach der Vereinigung dieser Quellbäche im Mittellauf in südwestlicher Richtung durch bewaldetes Gebiet, wobei er sich dem westlich gelegenen Schleinitzbach bis auf rund 20 Metern annähert. Während der Schleinitzbach beim Eintritt in den Lienzer Talboden nach Südwesten westlich an der Ortschaft Prappernitze vorbeifließt, wendet sich der Zauchenbach nach Süden, um ostseitig an Prappernitze vorbeizufließen. Der Zauchenbach verläuft in der Folge durch die Ortschaften Oberdorf und durch das namensgebende Zauche und erreicht südlich von Zauche bei Anthof das Gemeindegebiet von Lienz bzw. dessen Katastralgemeinde Patriasdorf. Der Zauchenbach fließt zuletzt im Osten von Patriasdorf bis zu seiner linksseitigen Einmündung in die Isel.